# Forkenburg
Die Forkenburg ist eine ehemalige Flieh- oder Wallburg in der Gemarkung von Wehren, einem Stadtteil von Fritzlar im Schwalm-Eder-Kreis in Nordhessen.

## Geographie

Der Wallbereich an der Nordspitze

Sie liegt 197 m ü. NHN etwa 1 km westsüdwestlich von Wehren und rund 1 km ostnordöstlich von Haddamar auf einem niedrigen, spornartigen Vorsprung nördlich über dem Wiesengrund des kleinen, von Haddamar kommenden Bachs Kingelborn, der bei Wehren in den Eder-Zufluss Ems mündet. Die Bundesstraße 450 von Fritzlar nach Wolfhagen verläuft etwa 700 m westlich. Von dieser zweigen unweit östlich von Haddamar die Kreisstraße 78 ostwärts nach Werkel und bald darauf die Kreisstraße 80 ebenfalls ostwärts nach Wehren ab. Die Forkenburg liegt in der Feldflur zwischen diesen beiden Straßen und ist über einen Feldweg von der rund 300 m nördlich vorbeiführenden K 80 zu erreichen.

## Die Anlage
Von der einstigen, nahezu rechteckigen Wallanlage mit abgerundeten Ecken sind noch Reste im Westen, Norden und Osten sichtbar. Sie ist wohl frühmittelalterlichen Ursprungs, möglicherweise aus dem 9. oder 10. Jahrhundert, wird aber erstmals im Jahre 1575 als Fackenburg, danach 1579 als Fockennbergk und Fackenburgk und letztmals 1580 als Vockenburg urkundlich erwähnt. Sie mag Sitz der im Mittelalter einflussreichen Herren von Wehren oder zumindest in deren Besitz gewesen sein, was jedoch nicht nachgewiesen ist.
In den Kartenwerken zum Kurfürstentum Hessen aus den Jahren 1840 bis 1861 war die Wallanlage in Hufeisenform verzeichnet.
Bis 1986 war die Forkenburg als „Flächenhaftes Naturdenkmal (FND)“ ausgewiesen. Heute ist dort eine Reaktivierung ehemaliger Magergrünlandflächen in Planung.
Die rechteckige Wallanlage mit abgerundeten Ecken liegt erhöht über dem Bach Klingelborn und nimmt eine Fläche von etwa 0,72 ha ein; mit größter Ausdehnung in NW-SO-Richtung von 108 m und NO-SW-Ausdehnung von 78 m. Wall und vorgelagerter Graben sind teilweise schwach zu erkennen, meist ist die Begrenzung nur noch als Terrassenkante sichtbar. Der höchste Abstand zwischen Wallkrone und Grabensohle beträgt etwa 4 m. Ein Wallversatz nördlich der südöstlichen Ecke lässt trotz einer überbreiten Öffnung von 20 m dort eine Toranlage vermuten. Nördlich davon befindet sich eine Erhöhung mit Bodenvertiefung (Turm oder Gebäude?). Eine weitere, viel kleinere, Öffnung in der Wallkrone im Nordosten wird nirgendwo erwähnt, ist aber deutlich in den Lidardaten sichtbar. Im Südosten und Südwesten sind Teile der äußeren Befestigung in das Bachtal abgerutscht.